# Костадин Гаджалов
Костадин Веселинов Гаджалов (роден в Рудозем на 20 юли 1989 г.), личното име срещано като Константин, е български футболист, защитник, състезател на „Янтра“ (Габрово).

## Кариера
Гаджалов е юноша на Ботев (Пловдив), а за мъжкия тим на Ботев играе от 2007 до 2009. В мач от последния кръг на сезон 2008/2009 той вкарва и единственото си за момента попадение за Ботев. Гаджалов засича центриране на Тодор Тимонов от корнер с пета и така извежда отново Ботев напред в изключително важния мач срещу Вихрен за оставане в групата. Костадин вкарва за 2:1, след като Вихрен са изравнили резултата, а мачът завършва 3:1 за Ботев.
Защитникът напуска родния си клуб след края на сезон 2008/2009 заради безпаричието в клуба. Той търси късмета си в Япония, но през зимата на 2010 подписва с кръвния враг Локомотив (Пловдив). След като не получава достатъчно шансове той отново се завръща в Ботев (Пловдив) през зимата на 2011 и заедно с друг юноша на „канарчетата“ Николай Димитров сформират чудесна централна двойка в отбрана през втория полусезон.
От 2015 г. до 2018 г. Гаджалов е част от шотландския ФК Дънди.